# Корап, Алессандра
Алессандра Корап (род. 1984, Итайтуба, Пара) — лидер коренных народов и бразильская экоактивистка из этнической группы мундуруку. Её основная работа — защита демаркации территории коренных народов и осуждение незаконной эксплуатации и деятельности горнодобывающей и лесозаготовительной промышленности. Алессандра получила международное признание за свою работу. В 2020 году она получила американскую Премию Роберта Ф. Кеннеди в области прав человека. В 2023 году Корап была удостоена экологической премии Голдманов для Южной и Центральной Америки.

## Карьера
С раннего возраста Корап интересовалась политикой и посещала собрания племенных советов, хотя для женщин не было принято присутствовать на них. С ростом вторжения на земли коренных народов и потерей своих прав она стала более активной. В 2019 году она переехала в Сантарен, чтобы изучать право в Федеральном университете Западной Пара, чтобы лучше подготовиться к своей деятельности.
Она выделилась как защитница интересов коренных народов против вторжения на их земли горняков. Корап была первой женщиной, возглавившей Ассоциацию коренных народов Парири, объединяющую десять деревень в районе Средний Тапажос в Пара. В Среднем Тапажосе эксплуатация территории приводит к воздействию ртути, которая широко используется в горнодобывающей промышленности, на коренные народы. Исследование, проведенное Fiocruz в партнёрстве с WWF-Бразилия, показывает, что все участники исследования были подвержены воздействию этого загрязнителя. У шести из десяти участников уровень ртути превышал безопасные пределы: около 57,9 % участников имели уровень ртути выше 6. мкг.г-1, то есть выше максимального предела безопасности, установленного органами здравоохранения.

Люди мундуруку в Бразилии — воины во многих отношениях. Они активно сопротивлялись постоянному, насильственному, незаконному, а иногда и поддерживаемому государством давлению со стороны лесозаготовителей и горняков с целью эксплуатации их земель. Алессандра, вы говорили и продолжаете говорить правду властям.
Получив награду, Алессандра заявила, что это «награда не только для меня, она для борьбы народа мундуруку и других людей, которые просят о помощи, которые кричат, но их не слышат». Алессандра также работает над тем, чтобы свести к минимуму воздействие пандемии COVID-19 на коренное население.
Корап угрожали убийством, в её дом вторглись и ограбили за её активную деятельность. В 2019 году группа федеральных депутатов из Германии обратилась к бразильскому правительству с просьбой предоставить ей защиту. Вторжение в её дом произошло через десять дней после её поездки в Бразилиа с другими коренными жителями, чтобы осудить действия по незаконной добыче полезных ископаемых и вырубке леса и потребовать разграничения земель коренных народов. В период с 2018 по 2019 год, по данным Гринпис, вырубка лесов на землях Мундуруку увеличилась в шесть раз. Депутаты Германии подписали письмо на имя президента Жаира Болсонару и доставили его в посольство Бразилии в Берлине с просьбой к бразильским властям поручить ответственным за расследование начать углубленное расследование. В том же письме они также выразили обеспокоенность положением правозащитников в Бразилии и призвали правительство «сделать защиту этих законных лидеров приоритетом» и «сделать все возможное, чтобы облегчить работу гражданских общественных организаций».

## Награды
- 2020: Премия Роберта Ф. Кеннеди в области прав человека, США[18][19].
- 2020: Премия Taz Panter, Берлин[20].
- 2023: Экологическая премия Голдманов для Южной и Центральной Америки[5][6].